# Noruega en el Festival de la Canción de Eurovisión 1964
Noruega participó en el Festival de la Canción de Eurovisión 1964 con la canción «Spiral», compuesta por Sigurd Jansen e interpretada en noruego por Arne Bendiksen. La emisora noruega NRK organizó el Melodi Grand Prix 1964 para seleccionar a la representación noruega para el festival en Copenhague, Dinamarca. En total, participaron 10 artistas, y cada uno interpretaba dos canciones distintas. Un jurado se encargó de las votaciones. La canción «Spiral», interpretada por Elisabeth Granneman y Arne Bendiksen, se declaró ganadora con 61 puntos, solo 1 punto por encima de la canción subcampeona, «God gammel firkantet vals».
El país actuó en tercer lugar en la noche y quedó 8.º en el festival. Recibió los puntos de sus países vecinos: 1 punto de Finlandia y 5 de Dinamarca.

## Antes del Festival de la Canción de Eurovisión

### Melodi Grand Prix 1964
Melodi Grand Prix 1964 fue la cuarta edición del Melodi Grand Prix, la competición musical que selecciona a las participaciones noruegas en el Festival de la Canción de Eurovisión. El evento tuvo lugar el 15 de febrero de 1964 en los estudios de televisión de NRK en Oslo, presentado por Odd Grythe.
Cinco canciones interpretadas dos veces por distintos artistas participaron en una final donde un jurado «experto» votaría y la canción con más puntos sería la elegida para representar al país en el Festival de Eurovisión.

#### Canciones participantes
La cantante Inger Jacobsen representó al país en 1962. Odd Børre lo haría en 1968, y Wenche Myhre representaría a Alemania ese mismo año.
| Título original de la canción               | Intérpretes             | Intérpretes          | Compositor(es)             |
| Traducción al español                       | Orquesta                | Banda                | Compositor(es)             |
| ------------------------------------------- | ----------------------- | -------------------- | -------------------------- |
| «Spiral»                                    | Elisabeth Granneman†    | Arne Bendiksen†      | Sigurd Jansen, Egil Hagen  |
| Espiral                                     | Elisabeth Granneman†    | Arne Bendiksen†      | Sigurd Jansen, Egil Hagen  |
| «Hvor»                                      | Jan Høiland             | Inger Jacobsen†      | Arne Bendiksen             |
| Dónde                                       | Jan Høiland             | Inger Jacobsen†      | Arne Bendiksen             |
| «God gammel firkantet vals»                 | Wenche Myhre            | Elisabeth Granneman† | Einar Schanke, Alfred Næss |
| Buen antiguo vals de plaza                  | Wenche Myhre            | Elisabeth Granneman† | Einar Schanke, Alfred Næss |
| «La meg være ung»                           | Odd Børre & The Cannons | Wenche Myhre         | Arne Bendiksen             |
| Déjame ser joven                            | Odd Børre & The Cannons | Wenche Myhre         | Arne Bendiksen             |
| «Ingen sol finner vei (til min gate)»       | Inger Jacobsen†         | Jan Høiland†         | Karl Westby, Egil Hagen    |
| Ningún sol encuentra el camino (a mi calle) | Inger Jacobsen†         | Jan Høiland†         | Karl Westby, Egil Hagen    |

#### Final
La final se celebró el 15 de febrero, y fue presentada por Odd Grythe.
| N.º | Intérprete(s)           | Canción                               | Lugar | Pts. |
| --- | ----------------------- | ------------------------------------- | ----- | ---- |
| 01  | Elisabeth Granneman     | «Spiral»                              | 1     | 61   |
| 02  | Jan Høiland             | «Hvor»                                | 4     | 52   |
| 03  | Wenche Myhre            | «God gammel firkantet vals»           | 2     | 60   |
| 04  | Odd Børre & The Cannons | «La meg være ung»                     | 3     | 57   |
| 05  | Inger Jacobsen          | «Ingen sol finner vei (til min gate)» | 5     | 38   |
| 06  | Arne Bendiksen          | «Spiral»                              | 1     | 61   |
| 07  | Inger Jacobsen          | «Hvor»                                | 4     | 52   |
| 08  | Elisabeth Granneman     | «God gammel firkantet vals»           | 2     | 60   |
| 09  | Wenche Myhre            | «La meg være ung»                     | 3     | 57   |
| 10  | Jan Høiland             | «Ingen sol finner vei (til min gate)» | 5     | 38   |

## En Eurovisión
La canción fue interpretada tercera en la noche del 21 de marzo de 1964 por Arne Bendiksen, seguida por Dinamarca con Bjørn Tidmand interpretando «Sangen om dig» y precedida por Países Bajos con Anneke Grönloh interpretando «Jij bent mijn leven». Al final de las votaciones, la canción había recibido 6 puntos, quedando en 8.º puesto de un total de 16. La orquesta fue dirigida por Karsten Andersen. Además, esta fue la primera vez que Noruega había sido representada por un vocalista hombre, ya que en los años anteriores solo había enviado vocalistas femeninas.
El jurado noruego otorgó 1 punto a Dinamarca, 3 puntos a Finlandia y 5 puntos a Reino Unido, y recibió 1 punto de Finlandia y 5 puntos de Dinamarca. El portavoz que dio la votación noruega fue Sverre Christophersen.
La comentarista noruega del festival fue Odd Grythe.